# Coccothrinax
Genre
Synonymes
- Antia O.F.Cook 1941
- Beata O.F.Cook 1941
- Haitiella L.H.Bailey 1947
- Pithodes O.F.Cook 1941
- Thrincoma O.F.Cook 1901
- Thringis O.F.Cook 1901

Coccothrinax est un genre d'Arecaceae (Palmiers).
Parmi les palmiers appartenant au genre, Coccothrinax crinita, appelé « old man » en anglais, est un palmier originaire de Cuba dont le stipe est recouvert de longues fibres pâles.

## Description
- Stipe : Le stipe est solitaire, élancé, lisse ou couvert de la base des palmes fanées et des fibres libériennes.
- Feuilles : Feuilles palmées et rondes. Elles sont d'un vert brillant à la surface du limbe, mais plus grisées de l'autre côté.
- Inflorescences : Elles sont composées de fleurs bisexuées.
- Fruits : Ils sont petits, marron ou noirs.

## Habitat
Les espèces du genre Coccothrinax poussent dans les forêts et les régions côtières possédant un sol calcaire, à climat subtropical ou tropical. On les retrouve dans le nord de l'Amérique du Sud, dans le sud de la Floride.

## Classification
- Famille des Arecaceae
  - Sous-famille des Coryphoideae
    - Tribu des Cryosophileae [1]

Le genre partage cette tribu avec 10 autres genres qui sont :

Schippia, Trithrinax, Sabinaria, Itaya, Chelyocarpus, Cryosophila, Thrinax, Leucothrinax, Hemithrinax et Zombia.

## Liste des espèces et sous-espèces
Selon Catalogue of Life (1 oct. 2012) :
- Coccothrinax acunana
- Coccothrinax alexandri
- Coccothrinax alta
- Coccothrinax argentata
- Coccothrinax argentea
- Coccothrinax baracoensis
- Coccothrinax barbadensis
- Coccothrinax bermudezii
- Coccothrinax borhidiana
- Coccothrinax boschiana
- Coccothrinax camagueyana
- Coccothrinax clarensis
- Coccothrinax concolor
- Coccothrinax crinita
- Coccothrinax cupularis
- Coccothrinax ekmanii
- Coccothrinax elegans
- Coccothrinax fagildei
- Coccothrinax fragrans
- Coccothrinax garciana
- Coccothrinax gracilis
- Coccothrinax guantanamensis
- Coccothrinax gundlachii
- Coccothrinax hioramii
- Coccothrinax inaguensis
- Coccothrinax jamaicensis
- Coccothrinax leonis
- Coccothrinax litoralis
- Coccothrinax macroglossa
- Coccothrinax microphylla
- Coccothrinax miraguama
- Coccothrinax moaensis
- Coccothrinax montana
- Coccothrinax munizii
- Coccothrinax muricata
- Coccothrinax nipensis
- Coccothrinax orientalis
- Coccothrinax pauciramosa
- Coccothrinax proctorii
- Coccothrinax pseudorigida
- Coccothrinax pumila
- Coccothrinax readii
- Coccothrinax rigida
- Coccothrinax salvatoris
- Coccothrinax savannarum
- Coccothrinax saxicola
- Coccothrinax scoparia
- Coccothrinax spissa
- Coccothrinax torrida
- Coccothrinax trinitensis
- Coccothrinax victorini
- Coccothrinax yunquensis
- Coccothrinax yuraguana

Selon ITIS (1 oct. 2012) :
- Coccothrinax alta (O.F. Cook) Becc.
- Coccothrinax argentata (Jacq.) L.H. Bailey
- Coccothrinax barbadensis (Lodd. ex Mart.) Becc.

Selon World Checklist of Selected Plant Families (WCSP) (1 oct. 2012) :
- Coccothrinax acunana León (1939)
- Coccothrinax alexandri León (1939)
- Coccothrinax alta (O.F.Cook) Becc. (1908)
- Coccothrinax argentata (Jacq.) L.H.Bailey (1939)
- Coccothrinax argentea (Lodd. ex Schult. & Schult.f.) Sarg. ex Becc. (1901)
- Coccothrinax baracoensis Borhidi & O.Muñiz (1981)
- Coccothrinax barbadensis (Lodd. ex Mart.) Becc. (1908)
- Coccothrinax bermudezii León (1939)
- Coccothrinax borhidiana O.Muñiz (1978)
- Coccothrinax boschiana M.M.Mejía & R.García (1997)
- Coccothrinax camagueyana Borhidi & O.Muñiz (1981)
- Coccothrinax clarensis León (1939)
- Coccothrinax concolor Burret (1929)
- Coccothrinax crinita (Griseb. & H.Wendl. ex C.H.Wright) Becc. (1908)
- Coccothrinax cupularis (León) O.Muñiz & Borhidi (1981)
- Coccothrinax ekmanii Burret (1929)
- Coccothrinax elegans O.Muñiz & Borhidi (1981)
- Coccothrinax fagildei Borhidi & O.Muñiz (1985)
- Coccothrinax fragrans Burret (1929)
- Coccothrinax garciana León (1939)
- Coccothrinax gracilis Burret (1929)
- Coccothrinax guantanamensis (León) O.Muñiz & Borhidi (1981)
- Coccothrinax gundlachii León (1939)
- Coccothrinax hioramii León (1939)
- Coccothrinax inaguensis Read (1966)
- Coccothrinax jamaicensis Read (1966)
- Coccothrinax leonis O.Muñiz & Borhidi (1981)
- Coccothrinax litoralis León (1939)
- Coccothrinax macroglossa (León) O.Muñiz & Borhidi (1981)
- Coccothrinax microphylla Borhidi & O.Muñiz (1981)
- Coccothrinax miraguama (Kunth) Becc. (1908)
- Coccothrinax moaensis (Borhidi & O.Muñiz) O.Muñiz (1981)
- Coccothrinax montana Burret (1929)
- Coccothrinax munizii Borhidi (1971 publ. 1972)
- Coccothrinax muricata León (1939)
- Coccothrinax nipensis Borhidi & O.Muñiz (1981)
- Coccothrinax orientalis (León) O.Muñiz & Borhidi (1981)
- Coccothrinax pauciramosa Burret (1929)
- Coccothrinax proctorii Read (1980)
- Coccothrinax pseudorigida León (1939)
- Coccothrinax pumila Borhidi & J.A.Hern. (1993-1994 publ. 1995)
- Coccothrinax readii H.J.Quero (1980)
- Coccothrinax rigida (Griseb. & H.Wendl.) Becc. (1908)
- Coccothrinax salvatoris León (1939)
- Coccothrinax savannarum (León) Borhidi & O.Muñiz (1981)
- Coccothrinax saxicola León (1939)
- Coccothrinax scoparia Becc. (1908)
- Coccothrinax spissa L.H.Bailey (1939)
- Coccothrinax torrida Morici & Verdecia (2006)
- Coccothrinax trinitensis Borhidi & O.Muñiz (1985)
- Coccothrinax victorini León (1939)
- Coccothrinax yunquensis Borhidi & O.Muñiz (1981)
- Coccothrinax yuraguana (A.Rich.) León (1939)

Selon NCBI (1 oct. 2012) :
- Coccothrinax argentata
- Coccothrinax argentea
- Coccothrinax barbadensis
- Coccothrinax borhidiana
- Coccothrinax crinita
  - sous-espèce Coccothrinax crinita subsp. brevicrinis
  - sous-espèce Coccothrinax crinita subsp. crinita
- Coccothrinax inaguensis
- Coccothrinax litoralis
- Coccothrinax miraguama
  - sous-espèce Coccothrinax miraguama subsp. miraguama
- Coccothrinax salvatoris
- Coccothrinax spissa

Selon Plants of the World online (POWO) (17 Janvier 2022) :
- Coccothrinax acuminata
- Coccothrinax acunana
- Coccothrinax alexandri
- Coccothrinax alta
- Coccothrinax × angelae
- Coccothrinax argentata
- Coccothrinax argentea
- Coccothrinax baracoensis
- Coccothrinax barbadensis
- Coccothrinax bermudezii
- Coccothrinax borhidiana
- Coccothrinax boschiana
- Coccothrinax camagueyana
- Coccothrinax clarensis
- Coccothrinax concolor
- Coccothrinax crinita
- Coccothrinax cupularis
- Coccothrinax ekmanii
- Coccothrinax elegans
- Coccothrinax fagildei
- Coccothrinax fragrans
- Coccothrinax garciana
- Coccothrinax gracilis
- Coccothrinax guantanamensis
- Coccothrinax gundlachii
- Coccothrinax hioramii
- Coccothrinax inaguensis
- Coccothrinax jamaicensis
- Coccothrinax jimenezii
- Coccothrinax leonis
- Coccothrinax litoralis
- Coccothrinax macroglossa
- Coccothrinax microphylla
- Coccothrinax miraguama
- Coccothrinax moaensis
- Coccothrinax montana
- Coccothrinax munizii
- Coccothrinax muricata
- Coccothrinax nipensis
- Coccothrinax orientalis
- Coccothrinax pauciramosa
- Coccothrinax proctorii
- Coccothrinax pseudorigida
- Coccothrinax pumila
- Coccothrinax readii
- Coccothrinax rigida
- Coccothrinax salvatoris
- Coccothrinax saxicola
- Coccothrinax scoparia
- Coccothrinax spirituana
- Coccothrinax spissa
- Coccothrinax torrida
- Coccothrinax trinitensis
- Coccothrinax victorinii
- Coccothrinax viridescens
- Coccothrinax yunquensis
- Coccothrinax yuraguana

## Espèces menacées
Cinq espèces de Coccothrinax sont menacées de disparition, selon la Liste rouge de l'UICN.
- Coccothrinax proctorii,  noté en voie de disparition , classé EN A3bc+4bc  en Aout 2013  (avec tendance à la baisse)
- Coccothrinax jimenezii,  noté en Danger critique  , classé CR B1ab(i,ii,v)+2ab(i,ii,v); C2a(i,ii); D    en juin 2018  (avec tendance à la baisse)
- Coccothrinax borhidiana,  noté en Danger critique , classé CR B1+2c    en Janvier 1998
- Coccothrinax spirituana,  noté en voie de disparition  , classé EN B1ab(i,ii,iii)+2ab(i,ii,iii) en Octobre 2020
- Coccothrinax pauciramosa, noté vulnérable  , classé VU  B1+2e  en Janvier 1998